# Cultura política
Por cultura política se entiende el conjunto de conocimientos, evaluaciones y actitudes que una población determinada manifiesta frente a diferentes aspectos de la vida y del sistema político en el que se inserta. Abarca tanto los ideales políticos como las normas operativas de un gobierno, y es el producto tanto de la historia de un sistema político como de las historias de los miembros de este.
La cultura política es un concepto profusamente utilizado en la ciencia política desde los años 60 a la actualidad, como un modelo alternativo a las premisas marxistas sobre la política. En las últimas décadas, la difusión de estudios efectuados a través de encuestas transnacionales y la multiplicación de estudios de caso, han permitido reunir información sistemática sobre la cultura política de sociedades de todos los niveles de desarrollo y tradiciones culturales.

## Conceptos

### Gabriel A. Almond y Sydney Verba: la cultura cívica
La génesis contemporánea del concepto proviene de la obra "La Cultura Cívica" de 1965, en el cual Gabriel Almond y Sydney Verba señalan que la cultura política de una nación consiste en la distribución entre sus miembros de determinadas pautas de orientación hacia los objetos políticos. Dicha orientación se refiere a aspectos internalizados de objetos y relaciones, que se traducen en tres formas: una «orientación cognitiva», es decir, el conocimiento y creencias acerca del sistema político, de sus papeles y de los incumbentes de dichos papeles en sus aspectos políticos y administrativos; una «orientación afectiva», o los sentimientos acerca del sistema político, sus funciones, su personal y sus logros; y una «orientación evaluativa», relacionada con los juicios y opiniones sobre objetos políticos que involucran típicamente la combinación de criterios de valor con la información y los sentimientos. Además, clasifican los objetos hacia los cuales se dirige la orientación política del individuo en cuatro categorías:
- El sistema en su conjunto, incluyendo sentimientos generales tales como el patriotismo o el desprecio por lo propio, los conocimientos y valoraciones de una nación (como grande/pequeña, o fuerte/débil) y de un sistema político (como socialista, democrático, constitucional, etc.).
- Los elementos de entrada del sistema político, relacionados con el proceso político, esto es la corriente de demandas que va de la sociedad al sistema y la conversión de dichas demandas en principios gubernativos de autoridad, mediadas por instituciones como los partidos políticos, los grupos de interés y los medios de comunicación.
- Los elementos de salida del sistema político, relacionados con el proceso administrativo, que es aquel mediante el cual son aplicados o impuestos los principios de autoridad del gobierno, a través de estructuras como las burocracias y los tribunales de justicia.
- Orientaciones hacia “uno mismo”, en tanto elemento político activo, y el contenido y la cualidad del sentido de competencia personal confrontado con el sistema político.

En ese modelo, según los autores, la cultura política se constituye por la frecuencia de diferentes especies de orientaciones cognitivas, afectivas y evaluativas hacia el sistema político en general, sus aspectos políticos y administrativos y la propia persona como miembro activo de la política. A partir de ello, identificaron tres tipos puros de cultura política
- Parroquial: Donde los ciudadanos sólo son conscientes de la presencia del gobierno central, y viven sus vidas lo suficientemente cerca de las decisiones tomadas por el Estado, distantes y sin ser conscientes de los fenómenos políticos. No tienen conocimiento ni interés en la política. Este tipo de cultura política es en general congruente con una estructura política tradicional, y típica de sociedades donde no hay roles políticos especializados: el liderazgo, la jefatura del clan o de la tribu, o el chamanismo son roles difusos de tipo político-económico-religioso y, para los miembros de estas sociedades, las orientaciones políticas hacia dichos roles no están separadas de sus orientaciones religiosas o sociales.
- De súbdito: Donde los ciudadanos son conscientes del gobierno central, y están fuertemente sujetos a sus decisiones con poco margen para disentir. Los individuos son conscientes de la política, de sus actores e instituciones. Está afectivamente orientados hacia la política, pero está en el lado del "flujo descendente" de la política, esto es, del proceso administrativo más que del proceso político. En general, es un tipo congruente con una estructura autoritaria centralizada.
- Participante: En el cual los ciudadanos son capaces de influir en el gobierno de varias maneras y se ven afectados por ella. El individuo está orientado hacia el sistema como un todo, tanto a las estructuras como a los procesos políticos y administrativos. Este tipo es generalmente congruente con una estructura política democrática.

Cada cultura política real es una mezcla de estos tipos ideales y difiere de las otras por el grado y modo como los combina.

### Inglehart y Eckstein
Un importante aporte en la discusión del concepto vino en la década de los 1980, con los trabajos "El Renacimiento de la Cultura Política", de Ronald Inglehart, y "Una Teoría Culturalista del Cambio Político", de Harry Eckstein.
El primero afirma que la teoría de la elección racional había subestimado la importancia de los factores culturales en el funcionamiento político, defendiendo la idea de que la persistencia de la democracia requería la emergencia de determinados hábitos y actitudes entre la población general. En su trabajo, Inglehart recabó datos de encuestas en diversos países que sugerían con fuerza la importancia de un conjunto interrelacionado de variables tales como la confianza interpersonal, expresado en el compromiso a largo plazo de los ciudadanos con las instituciones democráticos, y la existencia de un sentimiento de bienestar subjetivo, relacionado con la satisfacción de las personas con su vida en general. Los datos recabados mostraron que había diferencias permanentes entre los países respecto a la satisfacción con la vida y la confianza interpersonal, y que, en cada sociedad, tales variables mostraban una notable estabilidad a lo largo del tiempo, más allá de las fluctuaciones de corto plazo. Inglehart explicaba esa estabilidad por la existencia de un componente cultural subyacente, que reflejaba la experiencia histórica distintiva de cada sociedad.
En estudios posteriores, utilizando datos de 77 países disponibles entre los años 1981 y 2000, Inglehart encontró correlaciones estadísticamente significativas entre el nivel de democracia de cada sociedad –medido por los puntajes de derechos políticos y libertades civiles del informe Freedom in the World– y el grado en que un conjunto de actitudes y valores prodemocráticos se hallaban difundidos en la población de esas sociedades. Las variables culturales significativas fueron la confianza interpersonal, el bienestar subjetivo, la tolerancia (medida como la justificación de los entrevistados a la homosexualidad), el activismo político y un índice de posmaterialismo (basado en si los encuestados daban más prioridad a la participación de los ciudadanos en las decisiones de gobierno y a la libertad de expresión que a los objetivos de mantener el orden de la nación y combatir la inflación).
Eckstein, por su parte, da cuenta de la relación entre la cultura política y la ocurrencia de cambios políticos. En su obra “A Culturalist Theory of Political Change” postuló que los actores no responden directamente a situaciones objetivas, sino que a través de “orientaciones”, disposiciones generales de los actores para actuar de ciertas maneras ante ciertos conjuntos de situaciones. Estas orientaciones son patrones culturales generales que pueden tenerse frente a temas culturales como la confianza y desconfianza, la igualdad y la jerarquía, la libertad y la coerción, y las identificaciones parroquiales y las identificaciones nacionales. Estos temas ejemplifican cómo las orientaciones son disposiciones generales que modelan conjuntos de acciones y conjuntos de actitudes específicas. Las orientaciones varían y no son el mero reflejo de condiciones objetivas, y al ser variables, son conformadas por otro elemento que presenta variabilidad, la cultura, a través de procesos de socialización acumulativa y aprendizaje a lo largo de la vida.

## La idea del capital social
La evolución conceptual de la cultura política tuvo un nuevo punto de inflexión en 1993, con la publicación de la obra de Robert Putnam Making Democracy Work, que, estudiando los gobiernos regionales de Italia, tuvo como objetivo mayor dilucidar cuáles son los factores que hacen funcionar la democracia. El trabajo proporciona evidencia empírica de que el éxito en la implantación y el desempeño de las instituciones democráticas depende de la existencia de un contexto social caracterizado por la densidad de asociaciones cívicas, la confianza interpersonal y las normas de cooperación, planteados por el estudio como los tres componentes centrales del capital social, noción cuya aplicación ha dado lugar a una infinidad de iniciativas por parte de gobiernos, asociaciones civiles y organismos internacionales.